# Giovanni Niccolò Servandoni
Giovanni Niccolo (Jean Nicolas) Geronimo Servandoni (Florencia, 2 de mayo de 1695 — París, 19 de enero de 1766) fue un pintor, escenógrafo y arquitecto franco-italiano. 

## Biografía

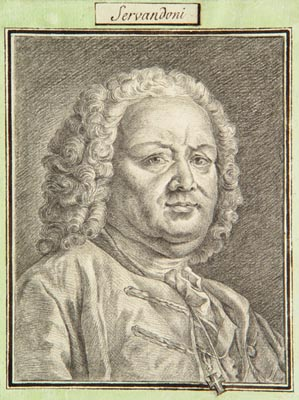
Giovanni Niccolo Servandoni.

Hijo de padre francés, cochero de diligencia entre Florencia y Lyon, y de madre italiana, Servandoni comenzó su carrera artística en Roma, hacia 1715, donde conoció al pintor Giovanni Paolo Panini y aprendió dibujo y perspectiva con el grabador y arquitecto Giuseppe Ignazio Rossi. Fue en Roma donde descubrió también las producciones teatrales espectaculares y las arquitecturas efímeras levantadas con ocasión de fiestas ceremoniales, en las que él mismo sobresaldrá.
Pasó algún tiempo en Lisboa como escenógrafo y después, en 1724, se estableció en París. Fue encargado de elaborar los decorados para la Ópera, concibiendo máquinas y telas pintadas pivotantes. En 1728, se convirtió en el «Premier peintre-décorateur et directeur des machines de la Académie Royale de Musique», puesto que conservó hasta 1742. Tuvo su primer gran éxito con la puesta en escena de la ópera Orion de Louis de Lacoste, con decorados exóticos que evocaban el antiguo Egipto; realizó más de sesenta producciones, aplaudidas por el público y ensalzadas por la crítica, principalmente por Denis Diderot. Para crear sensación de espacio, Servandoni utilizaba una técnica de perspectiva situando el punto de fuga en uno de los lados de la escena, una técnica introducida en la corte de Viena por la familia Bibiena. 
En 1729, Servandoni participó con Panini en la concepción de las decoraciones que celebraban el nacimiento del delfín. En 1731, fue admitido en la «Académie royale de peinture et de sculpture» en tanto que pintor de ruinas antiguas.
En 1729, fue el encargado de reconstruir la capilla de la Virgen de la iglesia de San Sulpicio en París. En 1732, ganó el concurso para la construcción del altar delantero de este edificio. Su proyecto evolucionó considerablemente con el tiempo.
Perseguido por deudas en 1745, dejó Francia y residió en Lisboa, Dresde, Viena y Londres, trabajando para varias cortes europea que estiman mucho su talento para organizar fiestas y celebraciones. En Londres, en 1748, supervisó una memorable exposición en Hyde Park para la gran fiesta de la Paz de Aquisgrán, con magníficos fuegos artificiales producidos por una máquina gigantesca de madera de los cuales hay dibujos, mientras que la orquesta tocaba la Música para los reales fuegos de artificio de Georg Friedrich Händel, colocados en una isla flotante que se incendió a causa de los fuegos. Participó en la reconstrucción de Lisboa, devastada por el terremoto de 1755. Se trasladó a Viena en 1760.
Fue caballero de la orden de San Juan de Letrán en 1733.

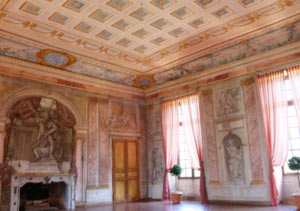
Decorado teatral para el château de Condé
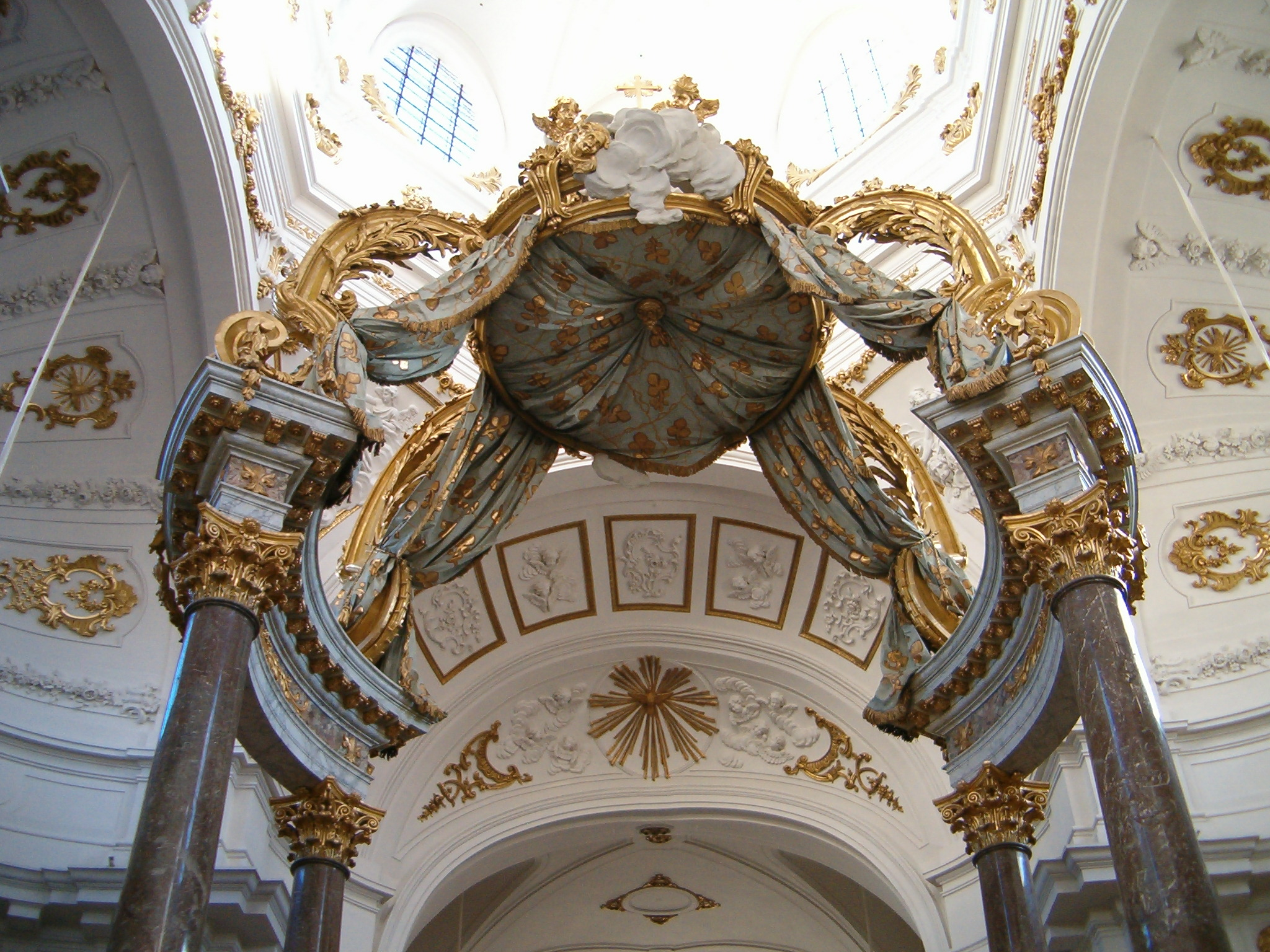
Baldaquino de la Iglesia Saint-Bruno de Lyon
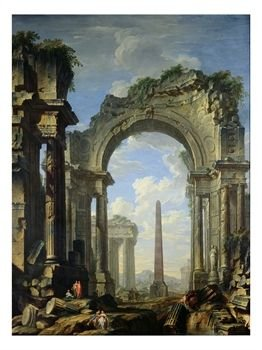
Paisaje con ruinas
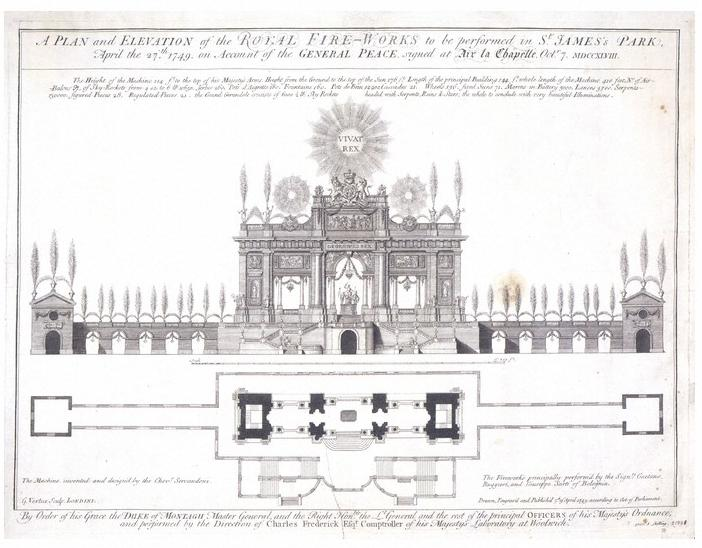
Festejos para la Paz de Aquisgrán (Londres, 1748)

## Iglesia de San Sulpicio

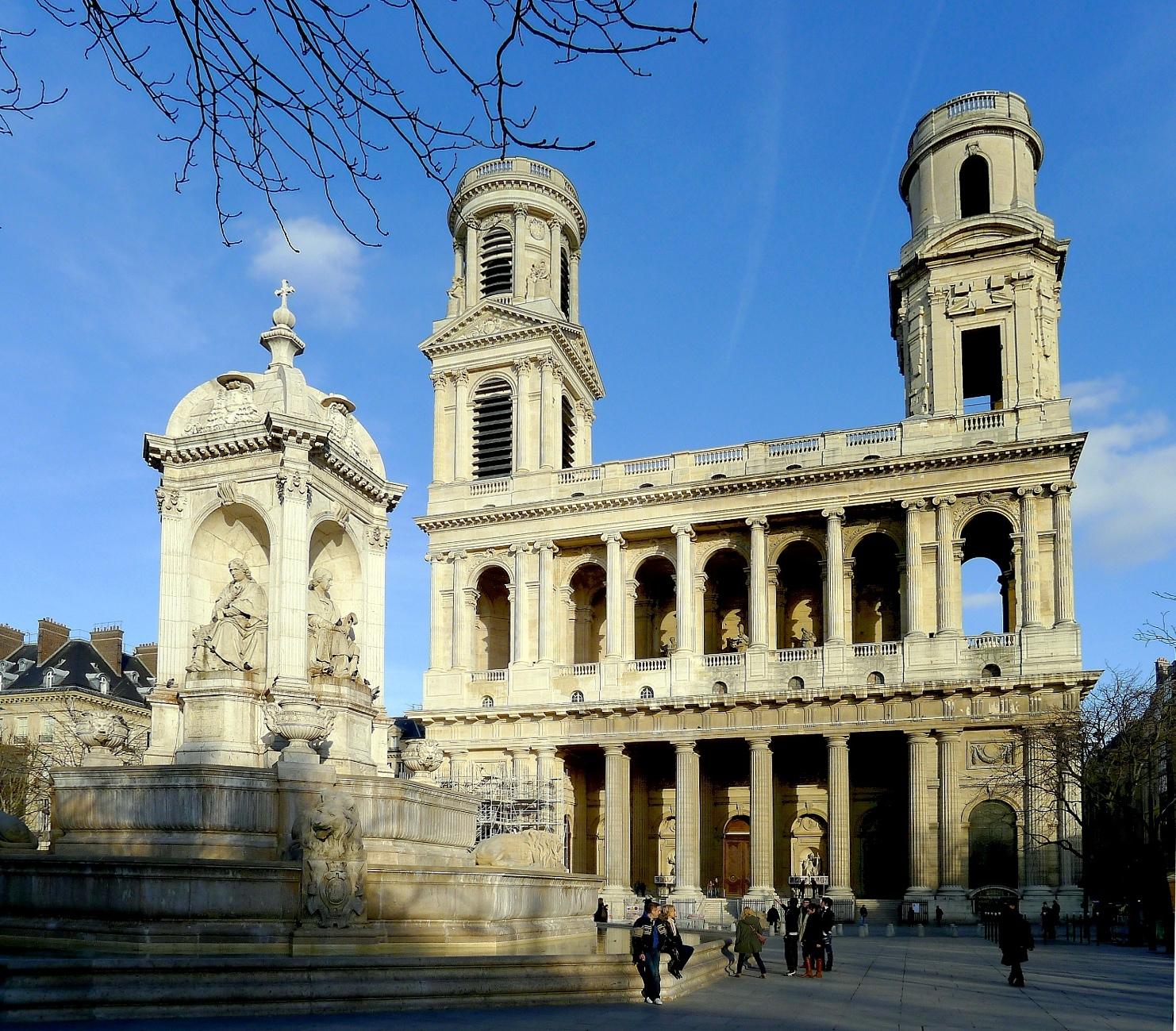
Fachada de San Sulpicio realmente ejecuada, basada en el proyecto de Servandoni. (Las torres fueron erigidas más tarde bajo la supervisión de Oudot de Maclaurin.)

Su obra arquitectónica más famosa es la fachada de la  iglesia de San Sulpicio  (1732-1754) en París, que ganó en un concurso. Para esa iglesia, años antes había sido el responsable de la reconstrucción de la capilla de la Virgen.
La fachada se ha considerado, anticipando a su tiempo, una de las primeras realizaciones del neoclasicismo a pesar de la presencia de las dos torres laterales que parecen un modelo gótico. La realización quizá se resiente de la fuerte influencia de la obra de Christopher Wren, al que Servandoni había conocido durante su estancia en Londres, modificando el proyecto original de 1732.
En 1752, proyectó una plaza semicircular frente a la iglesia para servir de acompañamiento a la fachada de San Sulpicio, pero solamente se hizo uno solo de los edificios que tenían que componerla (el n.° 6 de la Plaza).

Proyectos de fachada para San Sulpicio
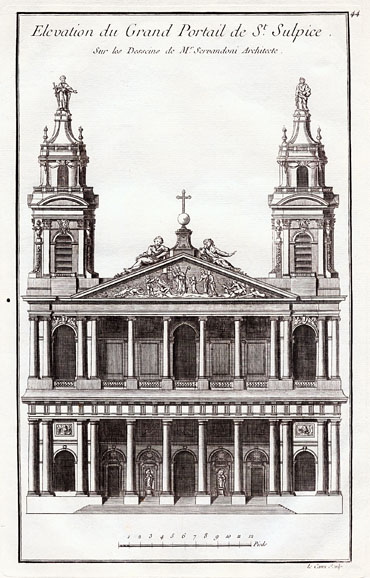
Primer proyecto de la fachada de San Sulpicio, 1732
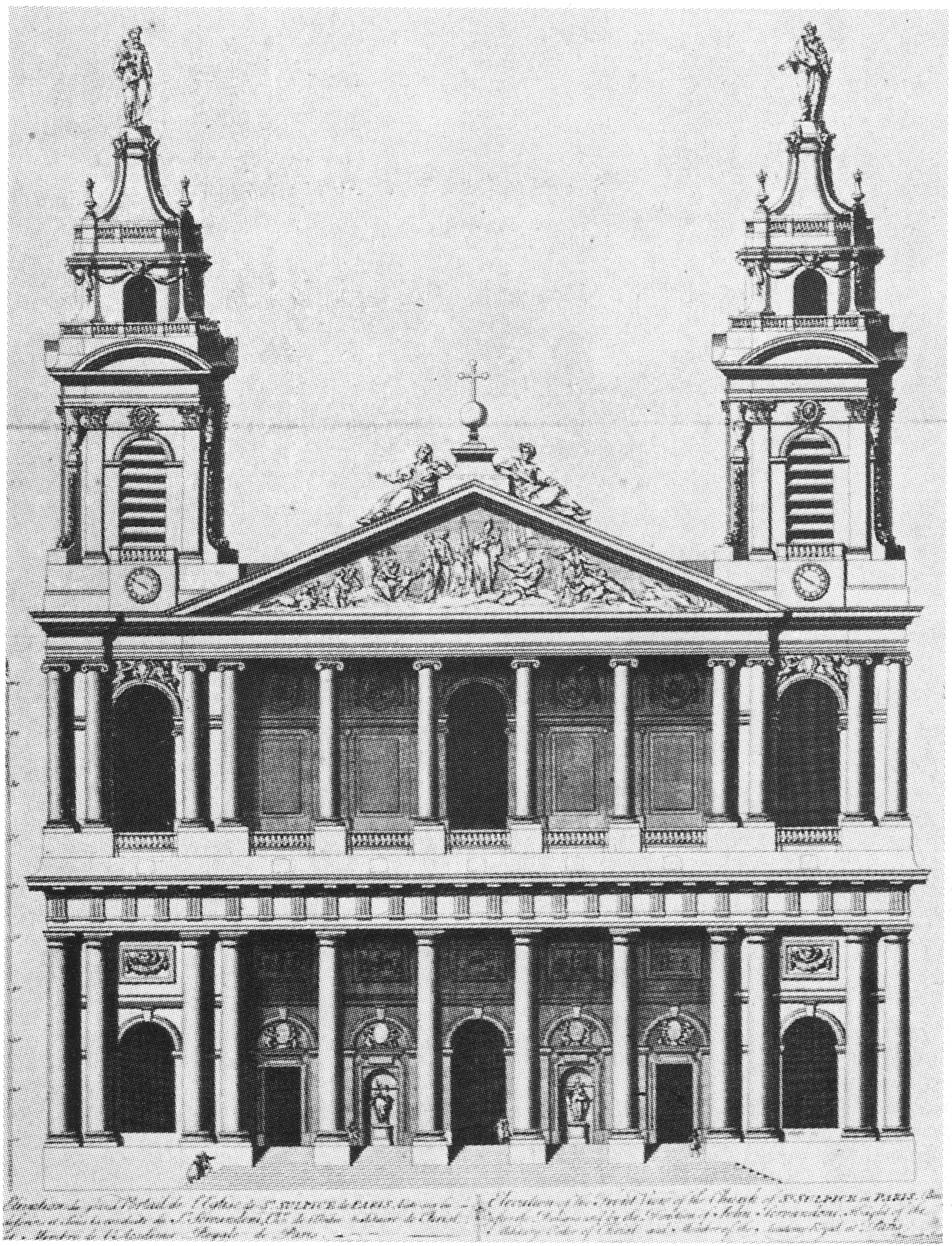
Segundo proyecto de 1736
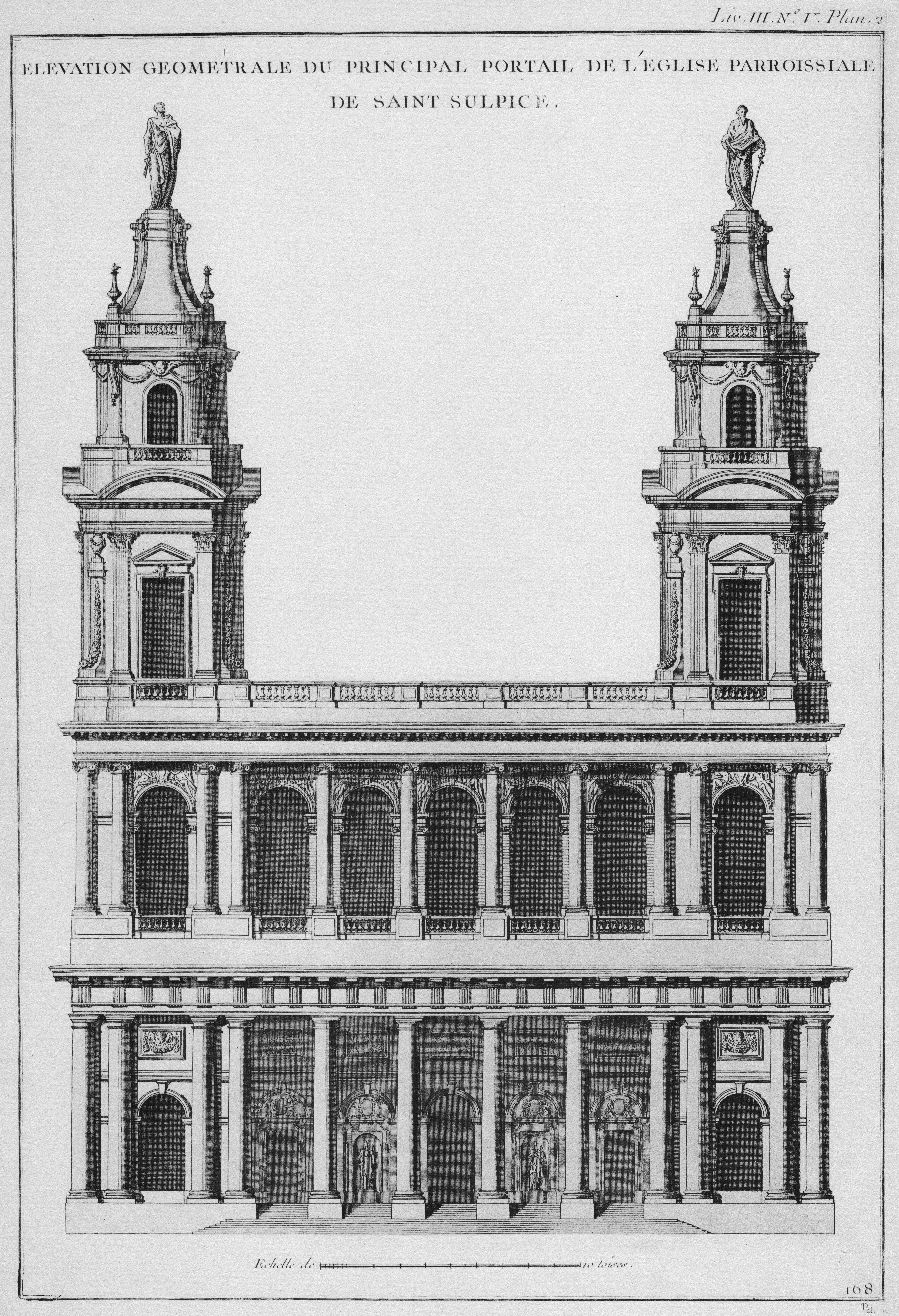
Diseño parcialmente ejecutado (1751), con una balaustrada que reemplaza el frontón.
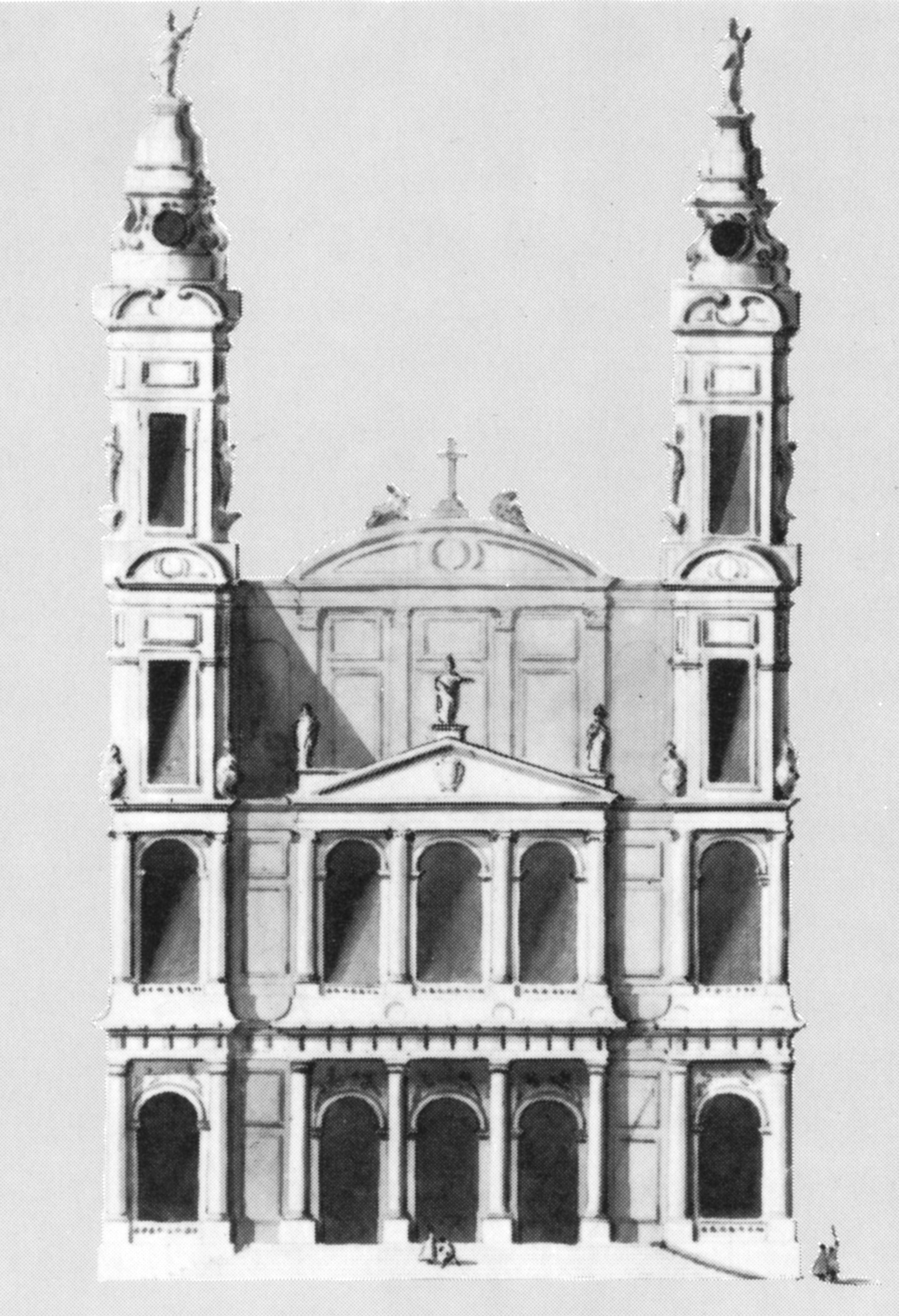
Proyecto de 1752

En 1726 se planteó la cuestión de la realización de la fachada inconclusa de un estilo clásico delante de una iglesia de estilo jesuita. Se convocó un concurso en el que participaron varios arquitectos, entre ellos los italo-franceses Giovanni Niccolò Servandoni (1695-1766) y Juste-Aurèle Meissonnier (1695-1750). En 1730, el cura de San Sulpicio, Jean-Baptiste Joseph Languet de Gergy, hermano de Jean-Joseph Languet de Gergy, ofreció 6000 libras de recompensa a «aquellos artistas de Francia o de Italia de los que recibiera un diseño capaz de llenar sus vistas para la elevación del gran pórtico de la iglesia» (à celui des artistes de France ou d'Italie dont il recevait un dessin capable de remplir ses vues pour l'élévation du grand portail de l'église) Servandoni ganó el concurso de su construcción en 1732, pero su proyecto evolucionó con el tiempo. Planeó inscribir la iglesia en una vasta plaza a la romana, semicircular, de la que dio los planos en 1752. Tal proyecto requería la adquisición de grandes extensiones de tierra y la demolición de casas existentes, como un edificio que había sido construido en 1754 en el número 6 de la plaza de Saint Sulpice, para servir de modelo y de gálibo para el resto de la plaza, pero los otros nunca se realizaron. La calle que parte desde el otro lado de la plaza lleva ahora el nombre del arquitecto, rue Servandoni. El proyecto de fachada de Servandoni preveía dos torres conectadas por un pórtico con columnas coronado por un frontón triangular. El proyecto recuerda a la catedral de San Pablo de Londres, donde Servandoni había vivido en su juventud. El peristilo tiene 32 m de ancho. Está soportado por columnas dobladas en profundidad. Está decorado con siete relieves esculpidos por Michel-Ange Slodtz. Este escultor también dio cuenta de los medallones de los cuatro evangelistas. Las estatuas de San Pedro y San Pablo son del escultor Émile Thomas (1817-1882), alumno de Pradier, y datan de 1856.
En 1745 el cura Languet de Gergy, patrocinador de los nuevos trabajos, encargó a Edmé Bouchardon numerosas estatuas incluyendo una Virgen en plata maciza. Saint-Simon pretendió que el cura se había procurado el metal para esa estatua distrayendo discretamente los cubiertos cuando comía en las casas de sus parroquianos. El cronista dio a la estatua el apodo de «Nuestra Señora de la Vieja Vajilla» (Notre-Dame de la Vieille Vaisselle).

## Selección de obras
- iglesia de San Sulpicio, fachada, París, 1732-1745.
- Baldaquino de la iglesia Saint-Bruno des Chartreux (Lyon), c. 1736.
- Palacio de Egmont, Bruselas (atribución).
- Transformación del château de Condé, para Jean-François Leriget de La Faye.
- Château de Gennevilliers para el mariscal de Richelieu, 1746.

### Publicaciones
- Description abrégée de l'église Saint-Pierre de Rome, París, 1738.
- Relation de la représentation de la forêt enchantée sur le théâtre des Tuileries le 31 mars 1754.